# Stazione di Martis
Stazione di Martis vasútállomás Olaszországban, Szardínia régióban, Martis településen.

## Vasútvonalak
Az állomást az alábbi vasútvonalak érintik:
- Sassari-Tempio-Palau-vasútvonal

## Kapcsolódó állomások
A vasútállomáshoz az alábbi állomások vannak a legközelebb: 
- Stazione di Nulvi
- Laerru railway station